# Sudersand
Sudersand är en sandstrand i Sudersandsviken, en av de mest besökta badstränderna på Fårö, Gotland. Stranden börjar vid Gasmorahammaren i väster och fram till byn Ava i öster. Här ligger även Sudersands camping och Sudersands festplats. Trots alla badgäster är stranden växtplats för ett flertal ovanligare arter. Bland dessa märks sumpskräppa, broskmålla och brunskära. Även den sällsynta näbbtrampörten har påträffats här.
Fårö socialdemokratiska förening har utanför semesterbyn uppfört en minnesplats över Olof Palme.